# جمعية تاروت الخيرية
جمعية تاروت الخيرية هي منظمة خيرية مقرها جزيرة تاروت، بمحافظة القطيف، في المنطقة الشرقية للمملكة العربية السعودية. تأسست جمعية تاروت الخيرية للخدمات الاجتماعية في محرم 1378هـ في جزيرة تاروت وسجلت لدى وزارة الشؤون الاجتماعية برقم (12).

## أهداف الجمعية
تهدف إلى المشاركة في رفع المستوى الاجتماعي والثقافي والصحي بجزيرة تاروت عن طريق الفعاليات والأنشطة التالية:
1. تقديم المساعدات المالية والعينية على شكل رواتب شهرية ومساعدات مؤقتة للأسر والأفراد الذين يثبت استحقاقهم للمساعدة على ضوء البحث الاجتماعي .
2. تقديم الخدمات الإيوائية للمعاقين والأيتام ومن في حكمهم وغيرهم ممن يستحقون الرعاية الدائمة .
3. تقديم المساعدات المالية أو العينية للمتضررين من الحوادث والكوارث الطبيعية مثل الحريق أو انهيار منازلهم بسبب الأمطار أو العواصف .
4. رفع الوعي الاجتماعي من خلال اشراك المجتمع في تنفيذ المشاريع الخيرية .
5. تبني تنفيذ البرامج الصحية والوقائية بالمنطقة أو المشاركة في تنفيذها .
6. إقامة الدورات التدريبية لأبناء المجتمع مثل دورات الحاسب الآلي والتقوية الطلابية ومختلف دورات العلم والمعرفة

## الأقسام واللجان
- اللجنة الصحية.
- الشئون الادارية.
- اللجنة النسائية.
- لجنة العلاقات العامة.

## المستفيدون
- الأيتام.[2]
- الفقراء.
- الأطفال.
- الغارمون.
- الأرامل والمطلقات.

## الأنشطة والمشاريع المطلقة
- كافل اليتيم[2]
- التكافل الاجتماعي
- الطبق الخيري
- التأهيل والتدريب
- تحسين المساكن
- روضة الطفل السعيد
- مشروع الذكر الحكيم
- مشروع الزواج الخيري

## الهيكل التنظيمي للجمعية
- رئيس المجلس: زهير عبدالله علي الوحيد.[3]
- نائب الرئيس: عبدالسلام احمد ال ادخيل.
- مشرف مالي: محمد علي حسن الدهان
- عضو : حسين علي الصفار
- عضو : حسن محمد المرهون
- عضو : شفيق عبدالعلي ال سيف
- عضو: مريم احمد الماء
- عضو : نبيل محمد المرزوق
- عضو : عبدالناصر ابو سرير
- عضو : عبدالغفور  حبيب الدبيسي
- عضو : عبدالله علي المعاتيق

## وصلات خارجية
- قائمة سياسات ولوائح الجمعية.